# Robert Desroches
Pour les articles homonymes, voir Desroches.
Robert DesRoches (né le 14 juillet 1929 à Montréal et mort le 15 juin 2021) est un acteur québécois qui a joué dans plusieurs films et télé-séries. Il a été le faire-valoir de Gilles Latulippe aux Théâtre des Variétés durant plusieurs décennies.

## Filmographie

### Télévision
- 1958 : Quatuor : La Mercière assassinée, téléthéàtre de Jean Faucher
- 1958-1959 : CF-RCK série télévisée de Claude Caron, Pierre Gauvreau et Louis Létuvé : Radio de la base
- 1959-1962 : Ouragan
- 1960-1964 : Filles d'Ève : Raoul
- 1963 : Capitaine Bonhomme
- 1965 : Cré Basile
- 1966 : Moi et l'Autre : policier
- 1967-1968 : Lecoq et fils
- 1970 : Symphorien : Pacifique Ladouceur
- 1976-1977 : Quinze ans plus tard : M. Dumesnil
- 1977-1978 : Le Pont : contremaître
- 1977-1978 : Les As : M. Laplante
- 1977 : Dominique
- 1978-1984 : Terre humaine : Louis de Carufel
- 1978 : Duplessis : Sylvio Dufresne
- 1978 : Drôle de monde
- 1979-1982 : Les Brillant : Albert
- 1980 : Marisol : officier de police
- 1980-1986 : Le Temps d'une paix : Marcellin Meilleur
- 1991-1993 : Marilyn : René Malouin
- 1992 : Montréal ville ouverte : Camilien Houle
- 1992 : Scoop : Georges
- 1996-1997 : Virginie : Gustave Ayotte

### Cinéma
- 1970 : Les Mâles
- 1973 : Y'a toujours moyen de moyenner!
- 1974 : L'Apprentissage de Duddy Kravitz de Ted Kotcheff
- 1977 : J.A. Martin photographe de Jean Beaudin
- 1982 : Scandale de George Mihalka